# Wigwam

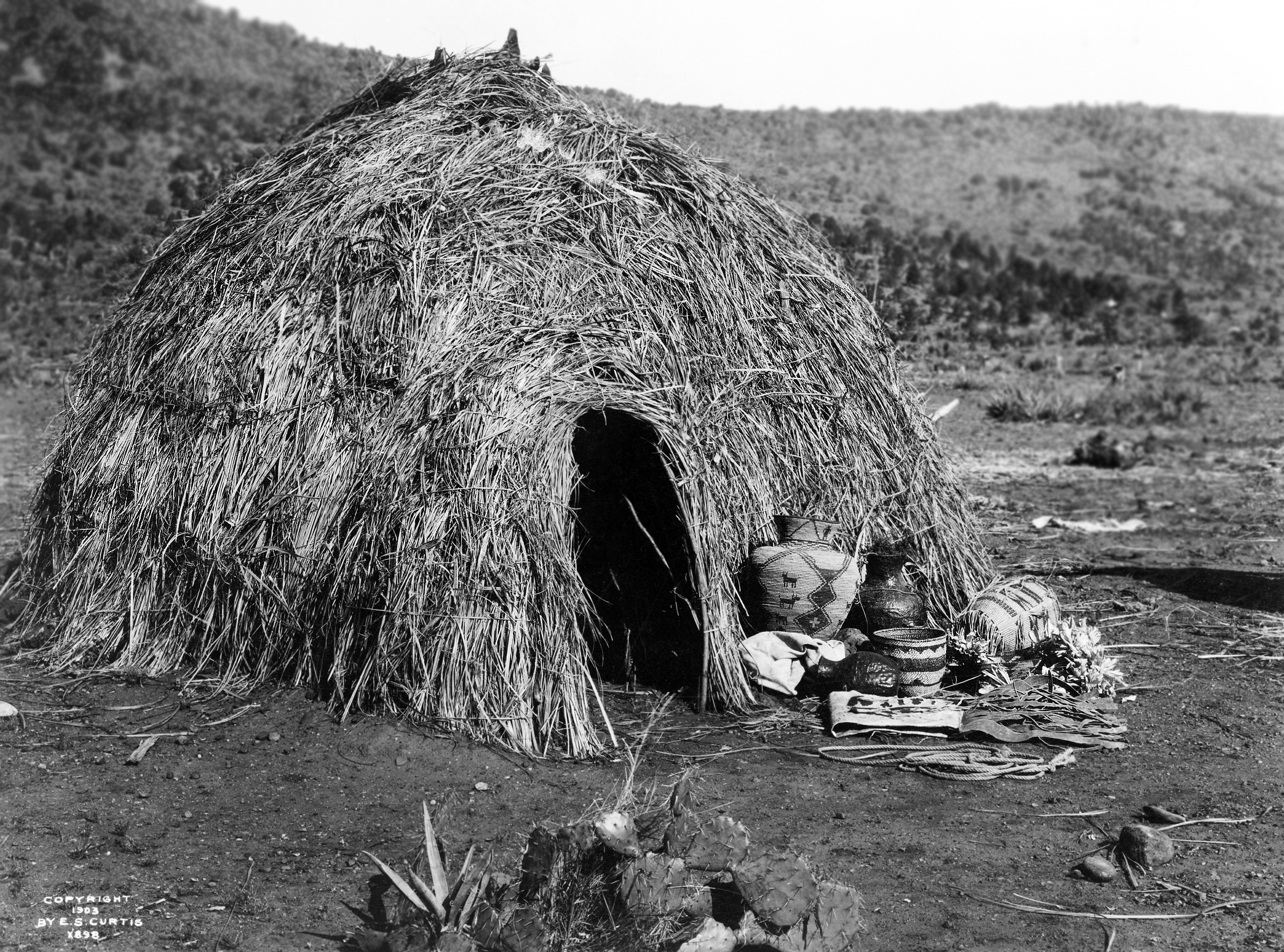
Wickiup apache, circa 1903.

Un wigwam o wickiup es una vivienda cupulada de una sola estancia usada por ciertas culturas nativas norteamericanas. El término wickiup se usa generalmente para este tipo de vivienda en el suroeste y oeste de Estados Unidos. Wigwam se aplica usualmente a esas estructuras en el noreste de Estados Unidos y sur de Canadá. El uso de esos términos por los no nativos es algo arbitrario y puede referirse a muchos tipos distintos de estructuras, independientemente de la localización o del grupo cultural.

## Estructura
El refugio en forma de cúpula, redondo, es usado por muchas y diferentes culturas nativas. La superficie curva lo hace un refugio ideal para todo tipo de condiciones. Era tan segura y cálida como las primeras casas de los primeros colonos. 
Estas estructuras se forman con un armazón de postes arqueados, habitualmente de madera, que se cubren con material para formar el techo. Los detalles de la construcción varían con cada cultura y con la disponibilidad de materiales. Algunos de los materiales usados como cobertura incluyen hierba, maleza, corteza, juncos, esteras, cañas, pieles o tejidos. 
Las mujeres eran las encargadas de construir estos refugios.

## Wigwams del noreste
Los wigwams son habitualmente estructuras estacionales, aunque el término se aplica a construcciones redondas y cónicas que son más permanentes. Los wigwams usualmente son más difíciles de montar que los tipis, y sus armazones normalmente no pueden trasladarse, a diferencia de los tipi. 
Un wigwam típico del noreste tiene una superficie curva que resguarda bien contra el peor clima. Los hombres eran los responsables de fabricar el armazón del wigwam. Se cortaban árboles jóvenes, de tres a cinco metros de longitud. Se curvaban estos árboles, y se dibujaba un círculo en el suelo. Su diámetro oscilaba entre los tres y cinco metros. Se colocaban los árboles en el círculo, usando los más altos en el centro, y los más cortos en la zona exterior. Se formaban arcos en todas las direcciones. Otro grupo de árboles se usaba para envolver a los anteriores y dar consistencia al armazón. Cuando los dos grupos quedaban unidos, se colocaban los laterales y el techo. Para los laterales era habitual usar corteza de árboles.
Mary Rowlandson usa el término wigwam en referencia a las viviendas de los nativos con los que permaneció cautiva durante la Guerra del Rey Felipe en 1675. El término wigwam ha seguido usándose en el idioma inglés como sinónimo de "casa india".

## Wickiups del suroeste y oeste
El término regional no nativo para una vivienda en forma de cúpula es wickiup. Suele distinguirse entre los wickiups y los tipi, hogan y kiva. Existe una gran variación en los tamaños, formas y materiales.

## 'Wigwam' en diferentes lenguas
Estos términos son fuentes posibles nativas del término actual
- wiquoam, literalmente 'la casa de ellos' en lengua Lenape (cf. neek 'mi casa', keek 'tu casa', week 'su casa')
- wikuwam en Wabenaki Este (Maliseet)
- wigwôm en Wabenaki Oeste (lengua Abenaki)
- wiigiwaam en la lengua Anishinaabe
- wiikiyaapi en lengua Fox
- wickiup [(Menominee wikiop, Saki wekeab; cf. Lengua Cree mekewap Innu mitshiuap); quizás una variante de wikiwam, wigwam]
- gowąh en lengua occidental Apache
- guughą oo kuughą en lengua Chiricahua